# Nationalpark Talampaya

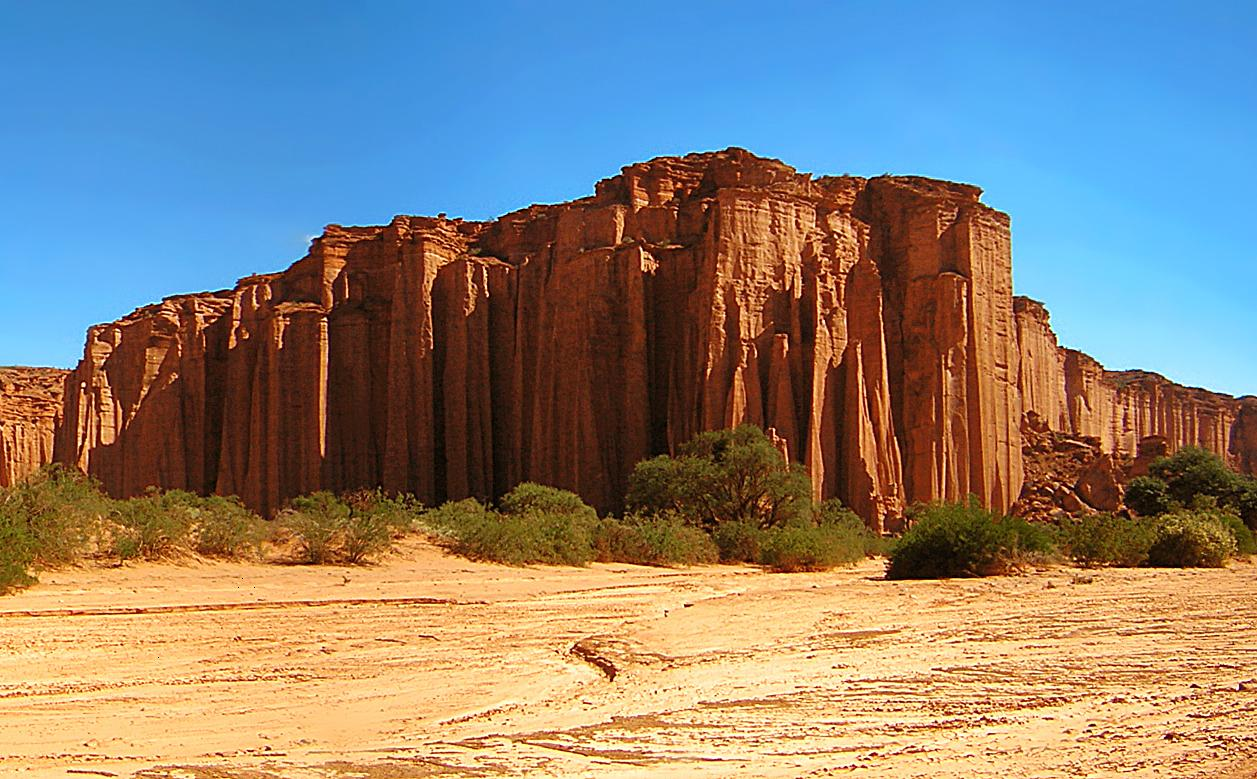
Eine der markanten Steilwände im Park

Der Nationalpark Talampaya (span. Parque Nacional Talampaya) liegt im Nordwesten Argentiniens, im Südwesten der Provinz La Rioja, im bis 1.300 m hohen Mittelgebirge der Sierra Los Colorados und der Sierra de Sañogasta.
Das seit 1997 bestehende Reservat umfasst 215.000 Hektar und schützt die wüstenhafte Landschaft im Tal des Rio Talampaya, in der die Erosion vielfarbige Gesteinsformationen (z. B. die Ciudad Perdida „Verlorene Stadt“ und das Kanalsystem Las Canaletas) hervorgebracht hat. Zudem gibt es mehrere archäologische Fundstätten in der Gegend (Petroglyphen, Ruinen von Wohngebäuden) und eine intakte Flora und Fauna.
Das im Park anzutreffende, fossilführende Gestein entstand aus Sedimenten, die während der Trias, dem ältesten System des Erdmittelalters, auf dem Festland abgelagert worden sind. Zusammen mit den Gesteinen im nur wenige Kilometer weiter südlich gelegenen Naturreservat Ischigualasto ist die gesamte Dauer dieses Abschnitts der Erdgeschichte zwischen 251 und 199,6 mya in der Gesteinsabfolge (Ischigualasto-Formation) dokumentiert. Deshalb ist der darin enthaltene Fossilbericht weltweit einmalig, da sich hier die Evolution der Wirbeltierfauna und die Beschaffenheit der Paläoumwelt über den gesamten Verlauf der Trias nachvollziehen lassen. So fanden sich auf dem heutigen Parkgelände in Gesteinen aus der Mittleren Trias u. a. Fossilien von Lagosuchus talampayensis, ein naher Verwandter und Zeitgenosse der ersten Dinosaurier.
Der Zugang zum Nationalpark erfolgt über das Dorf Villa Unión aus, das 70 km nördlich liegt. Am Eingang des Talampaya-Tals liegt die kleine Siedlung Puerta de Talampaya, zu der auch ein Hotel gehört. Besichtigungen des Parks sind nur mit Führern erlaubt.
Im Jahr 2000 erklärte die UNESCO Talampaya und Ischigualasto gemeinsam zum Weltnaturerbe.